# نادي الجزيرة المتحد لكرة القدم
نَادِي الجَزِيرَةِ المُتَّحِدُ لِكُرَةِ القَدَم هو نادي كرة قدم في مالطة تأسس في 1947. يلعب في الدوري المالطي الممتاز.